# Vila de Sena
Vila de Sena és una vila i posto administratiu de Moçambic, situada a la província de Sofala on hi ha un pont fonamental sobre el riu Zambezi. Aquest pont, el Pont Dona Ana, originalment era un pont ferroviari d'una sola direcció, convertit en carretera d'operacions durant la Guerra Civil de Moçambic va ser originalment un sol pont via del tren, convertit temporalment a l'operació de la carretera durant la guerra civil. La vila es troba al marge oriental del riu.

## Transport
Hi ha una terminal ferroviària de del CFM Centro que enllaça el port de Beira a Moçambic amb Moatize. El ferrocarril enara no està operatiu, es troba en molt mal estat, i el treball de reconstrucció s'ha retardat.
En 2008 s'hi va establir una fàbrica de travesses de formigó. El ferrocarril té un apartador perquè hi passin els trens, però no hi ha intersecció. La línia està operativa per al transport de carbó transport fins al port de Beira des de Moatize, a la província de Tete. També hi passen un tren de passatgers i un altre de mercaderies del CFM quatre vegades per setmana des de Beira.